# Операция «Зонненблюме»
Операция «Зонненблюме» (нем. Unternehmen Sonnenblume — «Подсолнечник») — кодовое название плана по развёртыванию в Северной Африке немецких войск для оказания поддержки теснимым войсками союзников итальянским силам в Ливии в феврале 1941 года.

## Предпосылки
После вступления во Вторую мировую войну Италии на стороне нацистской Германии, против Франции и Великобритании, в Северной Африке начались боевые действия. В сентябре 1940 года итальянские войска из своей колонии Ливии вторглись на территорию Египта, для продвижения и захвата Суэцкого канала, заставив британские войска спешно отступать. Однако вскоре, пройдя около 90 км, итальянцы остановились. Причиной этому были: плохое снабжение войск, слабая их механизация и прочее. Уже в декабре того же года британцы предприняли контрнаступление, известное в истории как Ливийская операция, или операция «Компас». В ходе сражений итальянцы не только вынуждены были отступить с территории Египта, но и потеряли восточную часть Ливии. Положение для Италии становилось угрожающим, поскольку стремительное продвижение британских сил грозило потерей стратегических пунктов, таких как Бенгази, Тобрук и Триполи. 
Итальянская армия, имевшая и без того относительно невысокое число бронетехники, артиллерии и авиации, потеряла её значительную часть. Также в ходе Ливийской операции в плен попали около 115 000 итальянских солдат и офицеров. Следя за событиями в Северной Африке и видя серьёзное поражение своего союзника, Гитлер направил Муссолини предложение о помощи.
Предложение об отправке германских экспедиционных сил в Северную Африку было отклонено итальянским диктатором Бенито Муссолини ещё в декабре 1940 года.Однако после сокрушительных поражений, нанесённых итальянцам союзниками в Киренаике, завершившихся капитуляцией 10-й итальянской армии 7 февраля, он был вынужден согласиться с этим предложением. 6 февраля 1941 года, в ответ на просьбу Муссолини, ОКВ начало осуществление операции по переброске в Ливию двух танковых дивизий для недопущения дальнейшего наступления британских войск и их прорыва в Триполитанию.

## Ход
Первый морской конвой с войсками созданного для отправки в Ливию немецкого Африканского корпуса, под командованием генерал-лейтенанта Эрвина Роммеля, вышел из порта Неаполя 8 февраля 1941 года и прибыл в Африку 11 февраля. 14 февраля первые подразделения немецкой 5-й лёгкой дивизии генерал-майора Иоганна Штрайха достигли Триполи. Учитывая тяжёлое положение итальянских войск в Киренаике, они были немедленно отправлены в Сирт, ближе к линии фронта. Остальная часть 5-й лёгкой дивизии была доставлена в Северную Африку в последующие месяцы, а между 25 апреля и 6 мая 1941 года в Ливию была переброшена и 15-я немецкая танковая дивизия. К 25 мая завершилась передислокация и доставка на фронт частей Африканского корпуса.

## Переброшенные силы
Исходя из факта наличия у союзников в Северной Африке значительных танковых сил (в том числе танков «Матильда»), немецкие части были укомплектованы новейшими видами бронетехники —танками PzKpfw III и PzKpfw IV. Некоторые из них были специально приспособлены для действий в условиях пустыни.
Всего 5-я лёгкая дивизия к моменту окончания её переброски в Ливию имела в своём составе 193 единицы бронетехники:
- 50 PzKpfw I
- 45 PzKpfw II
- 71 PzKpfw III
- 20 PzKpfw IV
- 7 бронеавтомобилей (различных моделей)

Кроме того, были потеряны 13 средних танков (10 PzKpfw III и 3 PzKpfw IV), перевозившиеся на борту транспортного судна «Леверкузен», затонувшего в порту Неаполя в результате пожара.
В составе 15-й танковой дивизии числились 146 машин:
- 45 PzKpfw II
- 71 PzKpfw III
- 20 PzKpfw IV
- 10 бронеавтомобилей различных типов.